# Unione Sportiva Grosseto Football Club 2010-2011
Questa pagina raccoglie i dati riguardanti l'Unione Sportiva Grosseto Football Club nelle competizioni ufficiali della stagione 2010-2011.

## Stagione
Terminato il rapporto con Sarri, il nuovo allenatore del Grosseto per la stagione 2010-2011 è Luigi Apolloni proveniente dal Modena.
Sono molti i movimenti di mercato della squadra toscana sia in entrata sia in uscita.
A fine stagione non viene rinnovato il contratto a Caparco, Aldegani, e Conteh.
Nel mercato il Grosseto perde uomini importanti come Acerbis ceduto al Vicenza, Pichlmann al Verona, Job al Cittadella, Fautario al Como e Vitofrancesco, rientrato alla Cremonese. La cessione più importante è stata quella del capocannoniere della squadra nella passata stagione Mauricio Pinilla ceduto al Palermo.
Gli innesti più importanti sono Narciso, portiere che arriva dal Modena, Caridi, svincolato dal Mantova, Allegretti, preso dal Bari e Soncin, attaccante del Padova che farà coppia con Greco acquistato dal Genoa.
Dopo un avvio difficile in campionato, il 27 settembre 2010 il presidente Camilli decide di sollevare Luigi Apolloni dall'incarico di allenatore, affidando la panchina a Francesco Moriero. Il 13 gennaio 2011, a seguito della sconfitta esterna contro l'Atalanta (2-0), Moriero viene esonerato.
Prende il suo posto Michele Serena, ex allenatore del Mantova. Con l'arrivo del nuovo allenatore, la squadra ottiene tre vittorie consecutive, rispettivamente contro Ascoli, Sassuolo, e Vicenza. Il 30 aprile 2011 con la vittoria sulla Triestina (2-0), con reti di Caridi e Sforzini, arrivato nella sessione invernale del calciomercato, la squadra ipoteca la salvezza, poi ottenuta il 21 maggio contro il Crotone (0-0), con un turno di anticipo.

## Divise e sponsor
Lo sponsor tecnico per la stagione 2010-2011 è Erreà. Lo sponsor principale è ILCO (Industria Lavorazione Carni Ovine).
| Casa | Trasferta | Terza maglia |

## Rosa
| N. |                       | Ruolo | Calciatore                      |
| -- | --------------------- | ----- | ------------------------------- |
| 3  | Italia (bandiera)     | D     | Samuele Sereni                  |
| 4  | Italia (bandiera)     | D     | Angelo Iorio                    |
| 5  | Italia (bandiera)     | D     | Gianluca Freddi (vice capitano) |
| 6  | Italia (bandiera)     | D     | Massimo Melucci                 |
| 6  | Italia (bandiera)     | C     | Marco Crimi                     |
| 7  | Italia (bandiera)     | C     | Leandro Vitiello                |
| 8  | Italia (bandiera)     | C     | Romeo Papini                    |
| 9  | Ghana (bandiera)      | C     | Yaw Asante                      |
| 10 | Italia (bandiera)     | C     | Luigi Consonni (capitano)       |
| 11 | Italia (bandiera)     | D     | Andrea Giallombardo             |
| 12 | Brasile (bandiera)    | C     | Rafael Bondi                    |
| 12 | Italia (bandiera)     | A     | Ciro Immobile                   |
| 13 | Italia (bandiera)     | D     | Matteo Bruscagin                |
| 17 | Italia (bandiera)     | C     | Riccardo Allegretti             |
| 18 | Italia (bandiera)     | A     | Marco Giovio                    |
| 19 | Slovacchia (bandiera) | D     | Martin Petráš                   |
| 20 | Senegal (bandiera)    | A     | Papa Waigo                      |
| 21 | Argentina (bandiera)  | A     | Luis Alfageme                   |

| N. |                     | Ruolo | Calciatore            |
| -- | ------------------- | ----- | --------------------- |
| 22 | Italia (bandiera)   | C     | Gaetano Caridi        |
| 23 | Italia (bandiera)   | A     | Giuseppe Greco        |
| 26 | Italia (bandiera)   | D     | Marco Turati          |
| 29 | Italia (bandiera)   | P     | Antonio Narciso       |
| 30 | Italia (bandiera)   | P     | Michele Mangiapelo    |
| 32 | Italia (bandiera)   | A     | Ferdinando Sforzini   |
| 33 | Italia (bandiera)   | D     | Nicola Mora           |
| 34 | Italia (bandiera)   | C     | Marino Defendi        |
| 38 | Italia (bandiera)   | D     | Daniele Federici      |
| 43 | Grecia (bandiera)   | C     | Panagiōtīs Tachtsidīs |
| 77 | Italia (bandiera)   | C     | Giuseppe Statella     |
| 86 | Italia (bandiera)   | A     | Marco Guidone         |
| 87 | Cile (bandiera)     | A     | Samuel Teuber         |
| 88 | Italia (bandiera)   | A     | Danilo Alessandro     |
| 89 | Svizzera (bandiera) | A     | Danijel Subotić       |
| 89 | Brasile (bandiera)  | D     | Rincón                |
| 99 | Italia (bandiera)   | A     | Andrea Soncin         |

### Staff tecnico
| Allenatore:              | Michele Serena   |
| Allenatore in seconda:   | Davide Zanon     |
| Preparatore atletico:    | Roberto Fiorillo |
| Allenatore dei portieri: | Daniele Goletti  |

## Calciomercato

### Sessione estiva(dall'1/7 all'31/8)
| Arrivi | Arrivi              | Arrivi     | Arrivi                     |
| R.     | Nome                | da         | Modalità                   |
| ------ | ------------------- | ---------- | -------------------------- |
| P      | Michele Mangiapelo  | Isola Liri | definitivo                 |
| P      | Antonio Narciso     | Modena     | definitivo                 |
| D      | Matteo Bruscagin    | Milan      | comproprietà               |
| D      | Angelo Iorio        |            | svincolato                 |
| D      | Daniele Federici    | Inter      | riscatto compartecipazione |
| D      | Samuele Sereni      | Arezzo     | definitivo                 |
| C      | Riccardo Allegretti | Bari       | definitivo                 |
| C      | Giuseppe Statella   | Bari       | prestito                   |
| C      | Rafael Bondi        | Arezzo     | definitivo                 |
| C      | Gaetano Caridi      |            | svincolato                 |
| A      | Andrea Soncin       | Padova     | definitivo                 |
| A      | Marco Giovio        | Palermo    | comproprietà               |
| A      | Giuseppe Greco      | Genoa      | definitivo                 |
| A      | Marco Guidone       | Carrarese  | definitivo                 |
| A      | Danilo Alessandro   | Voghera    | definitivo                 |
| A      | Danijel Subotić     | Portsmouth | definitivo                 |

| Partenze | Partenze                 | Partenze   | Partenze                   |
| R.       | Nome                     | a          | Modalità                   |
| -------- | ------------------------ | ---------- | -------------------------- |
| P        | Paolo Acerbis            | Vicenza    | definitivo                 |
| P        | Alessandro Caparco       |            | svincolato                 |
| P        | Gabriele Aldegani        |            | svincolato                 |
| D        | Kewullay Conteh          |            | svincolato                 |
| D        | Alessandro Crescenzi     | Roma       | fine prestito              |
| D        | Ferdinando Vitofrancesco | Cremonese  | fine prestito              |
| D        | Maurizio Maraucci        | Pro Patria | fine prestito              |
| D        | Simone Fautario          | Inter      | riscatto compartecipazione |
| C        | Filippo Carobbio         | Bari       | fine prestito              |
| A        | Joelson                  | Reggina    | fine prestito              |
| C        | Marco D'Alessandro       | Roma       | fine prestito              |
| C        | Carl Valeri              | Sassuolo   | riscatto compartecipazione |
| C        | Thomas Job               | Cittadella | definitivo                 |
| A        | Thomas Pichlmann         | Verona     | definitivo                 |
| A        | Mauro Esposito           | Roma       | fine prestito              |
| A        | Mauricio Pinilla         | Palermo    | definitivo                 |

### Sessione invernale(dal 3/1 al 31/1)
| Arrivi | Arrivi                | Arrivi     | Arrivi                           |
| R.     | Nome                  | da         | Modalità                         |
| ------ | --------------------- | ---------- | -------------------------------- |
| D      | Rincon                | Chievo     | prestito                         |
| D      | Martin Petráš         | Cesena     | definitivo                       |
| D      | Andrea Giallombardo   | Ascoli     | prestito con diritto di riscatto |
| C      | Marino Defendi        | Atalanta   | prestito                         |
| C      | Marco Crimi           | Bari       | prestito con diritto di riscatto |
| C      | Panagiōtīs Tachtsidīs | Genoa      | prestito                         |
| A      | Papa Waigo            | Fiorentina | prestito                         |
| A      | Ciro Immobile         | Juventus   | prestito                         |
| A      | Ferdinando Sforzini   | Udinese    | prestito                         |
| A      | Samuel Teuber         | O'Higgins  | prestito                         |

| Partenze | Partenze          | Partenze       | Partenze     |
| R.       | Nome              | a              | Modalità     |
| -------- | ----------------- | -------------- | ------------ |
| D        | Massimo Melucci   | Cittadella     | definitivo   |
| D        | Samuele Sereni    | Pisa           | comproprietà |
| C        | Rafael Bondi      | Alessandria    | definitivo   |
| C        | Giuseppe Statella | Fidelis Andria | prestito     |
| A        | Giuseppe Greco    | Modena         | definitivo   |
| A        | Marco Guidone     | Pisa           | prestito     |
| A        | Danijel Subotić   |                | svincolato   |

## Risultati

### Campionato

#### Girone di andata
| Grosseto 22 agosto 2010, ore 20:45 CEST 1ª giornata | Grosseto          | 0 – 0 referto | Ascoli | Stadio Carlo Zecchini (2.983 spett.)\| Arbitro: \| Baratta (Salerno) \| |
| Arbitro:                                            | Baratta (Salerno) |               |        |                                                                         |

| Arbitro: | Bagalini (Fermo) |

|               |           |                     |
| Catellani 60’ | Marcatori | 45+1’ (rig.) Caridi |

| Arbitro: | Guida (Torre Annunziata) |

|                   |           |                                         |
| D. Alessandro 20’ | Marcatori | 35’ (rig.) Abbruscato 82’ Carlos Alemao |

| Arbitro: | Ostinelli (Como) |

|                  |           |                 |
| Bertani 46’, 74’ | Marcatori | 12’ L. Vitiello |

| Arbitro: | Tozzi (Ostia Lido) |

|                 |           |  |
| L. Vitiello 82’ | Marcatori |  |

| Arbitro: | Massa (Imperia) |

|             |           |  |
| Stovini 43’ | Marcatori |  |

| Arbitro: | Merchiori (Ferrara) |

|                        |           |  |
| Guidone 20’ Turati 63’ | Marcatori |  |

| Arbitro: | Cervellera (Taranto) |

|                                     |           |  |
| Vantaggiato 21’ Di Gennaro 43’, 49’ | Marcatori |  |

| Arbitro: | Palazzino (Ciampino) |

|                                   |           |             |
| Guidone 2’ Soncin 19’, 82’ (rig.) | Marcatori | 13’ Gerardi |

| Arbitro: | Giacomelli (Trieste) |

|                                                   |           |                            |
| Ganci 33’ (rig.), 45+1’ (rig.) Sansovini 49’, 72’ | Marcatori | 7’ Freddi 90+2’ Allegretti |

| Grosseto 23 ottobre 2010, ore 18:00 CEST 11ª giornata | Grosseto                     | 0 – 0 referto | Livorno | Stadio Carlo Zecchini (2.487 spett.)\| Arbitro: \| Tommasi (Bassano del Grappa) \| |
| Arbitro:                                              | Tommasi (Bassano del Grappa) |               |         |                                                                                    |

| Arbitro: | Baracani (Firenze) |

|                               |           |           |
| Dalla Bona 39’ Piovaccari 65’ | Marcatori | 6’ Freddi |

| Grosseto 6 novembre 2010, ore 15:00 UTC+1 13ª giornata | Grosseto         | 0 – 0 referto | Torino | Stadio Carlo Zecchini (2.566 spett.)\| Arbitro: \| Giancola (Vasto) \| |
| Arbitro:                                               | Giancola (Vasto) |               |        |                                                                        |

| Grosseto 9 novembre 2010, ore 20:45 CET 14ª giornata | Grosseto                       | 0 – 0 referto | Varese | Stadio Carlo Zecchini (1.780 spett.)\| Arbitro: \| Corletto (Castelfranco Veneto) \| |
| Arbitro:                                             | Corletto (Castelfranco Veneto) |               |        |                                                                                      |

| Arbitro: | Calvarese (Teramo) |

|                                               |           |              |
| Troianiello 9’ Mastronunzio 69’ Reginaldo 75’ | Marcatori | 45+3’ Freddi |

| Arbitro: | Bagalini (Fermo) |

|                                          |           |                               |
| Caridi 11’ Guidone 13’ D. Alessandro 17’ | Marcatori | 19’, 75’ Previtali 28’ Grossi |

| Arbitro: | Nasca (Bari) |

|  |           |            |
|  | Marcatori | 33’ Caridi |

| Arbitro: | N. Stefanini (Prato) |

|                                       |           |               |
| G. Greco 15’ Caridi 61’ Guidone 90+2’ | Marcatori | 25’ Mazzarani |

| Arbitro: | Cervellera (Taranto) |

|             |           |  |
| Adiyiah 49’ | Marcatori |  |

| Arbitro: | Ruini (Reggio Emilia) |

|                            |           |                               |
| Mora 11’ Caridi 89’ (rig.) | Marcatori | 6’ Cutolo 69’ (rig.) Ginestra |

| Arbitro: | Calvarese (Teramo) |

|                                |           |  |
| Bonaventura 16’ Tiribocchi 51’ | Marcatori |  |

#### Girone di ritorno
| Arbitro: | Corletto (Castelfranco Veneto) |

|            |           |                     |
| Marino 44’ | Marcatori | 7’ Mora 83’ N'Diayè |

| Arbitro: | Baratta (Salerno) |

|            |           |  |
| Caridi 36’ | Marcatori |  |

| Arbitro: | Ruini (Reggio Emilia) |

|  |           |             |
|  | Marcatori | 55’ Defendi |

| Arbitro: | Candussio (Cervignano del Friuli) |

|  |           |              |
|  | Marcatori | 65’ González |

| Arbitro: | Palazzino (Ciampino) |

|                                         |           |  |
| Cacia 8’, 20’ Rickler 53’ Graffiedi 85’ | Marcatori |  |

| Arbitro: | Calvarese (Teramo) |

|                         |           |             |
| Immobile 31’ Caridi 96’ | Marcatori | 57’ Musacci |

| Frosinone 26 febbraio 2011, ore 15:00 UTC+1 28ª giornata | Frosinone                      | 0 – 0 referto | Grosseto | Stadio Comunale (2.960 spett.)\| Arbitro: \| Corletto (Castelfranco Veneto) \| |
| Arbitro:                                                 | Corletto (Castelfranco Veneto) |               |          |                                                                                |

| Arbitro: | Baratta (Salerno) |

|                                    |           |                 |
| Sforzini 5’ Mora 49’ N'Diayè 90+1’ | Marcatori | 28’ Vantaggiato |

| Arbitro: | Nasca (Bari) |

|                   |           |              |
| Scarpa 11’ (rig.) | Marcatori | 90’ Sforzini |

| Arbitro: | Merchiori (Ferrara) |

|                                      |           |                         |
| Alfageme 26’ Turati 38’ Sforzini 82’ | Marcatori | 2’ Stoian 45’ Sansovini |

| Arbitro: | Baracani (Firenze) |

|                |           |                     |
| Belingheri 49’ | Marcatori | 92’ (rig.) Sforzini |

| Arbitro: | Cervellera (Taranto) |

|                |           |                  |
| Sforzini 45+4’ | Marcatori | 90+1’ Gasparetto |

| Arbitro: | Massa (Imperia) |

|               |           |  |
| Antenucci 75’ | Marcatori |  |

| Arbitro: | Baratta (Salerno) |

|                                   |           |                       |
| Pisano 17’ Tripoli 48’ Ebagua 92’ | Marcatori | 45+1’ (rig.) Sforzini |

| Arbitro: | Pinzani (Empoli) |

|  |           |                |
|  | Marcatori | 36’ Del Grosso |

| Arbitro: | Ruini (Reggio Emilia) |

|                |           |            |
| Regonesi 90+7’ | Marcatori | 68’ Caridi |

| Arbitro: | Ciampi (Roma) |

|                        |           |  |
| Sforzini 6’ Caridi 35’ | Marcatori |  |

| Arbitro: | Palazzino (Ciampino) |

|              |           |              |
| G. Greco 23’ | Marcatori | 33’ Sforzini |

| Arbitro: | Nasca (Bari) |

|  |           |              |
|  | Marcatori | 6’ Bonazzoli |

| Crotone 21 maggio 2011, ore 15:00 CET 41ª giornata | Crotone          | 0 – 0 referto | Grosseto | Stadio Ezio Scida (3.509 spett.)\| Arbitro: \| Ostinelli (Como) \| |
| Arbitro:                                           | Ostinelli (Como) |               |          |                                                                    |

| Arbitro: | Palazzino (Ciampino) |

|            |           |                |
| Caridi 83’ | Marcatori | 44’ Tiribocchi |

### Coppa Italia
| Arbitro: | Palazzino (Ciampino) |

|                                                                     |           |  |
| Freddi 22’ Caridi 25’ (rig.) Turati 49’ L. Vitiello 58’ Guidone 66’ | Marcatori |  |

| Arbitro: | Peruzzo (Schio) |

|                       |           |            |
| Toni 82’ (rig.), 119’ | Marcatori | 52’ Freddi |